# Wojciech Kałamarz
Wojciech Kałamarz (ur. 24 listopada 1974 roku w Dębicy) – kapłan Zgromadzenia Misji, kompozytor, muzykolog, redaktor, dyrygent, wykładowca.

## Edukacja
Uczęszczał do Państwowej Szkoły Podstawowej nr 6 i nr 1 oraz do Państwowej Szkoły Muzycznej I Stopnia (klasa klarnetu) w Dębicy. Śpiewał w chórze PSM i grał w szkolnej orkiestrze, także krótko grał w orkiestrze miejskiej i kapeli Zespołu Pieśni i Tańca Małopolanie. W latach 1989–1993 uczęszczał do Państwowego Liceum Muzycznego w Rzeszowie, które ukończył z wyróżnieniem. Z chórem Cantores Resovienses odbył wiele podróży koncertowych w kraju i za granicą. W 1993 r. wstąpił do Zgromadzenia Księży Misjonarzy. Studia filozoficzno-teologiczne odbył w Instytucie Teologicznym Księży Misjonarzy w Krakowie. W roku 2000, po obronie pracy magisterskiej pisanej na seminarium z filozofii religii (ocena recenzenta – bardzo dobry plus) – przyjął święcenia kapłańskie.
Studia muzyczne odbył w Akademii Muzycznej w Krakowie i ukończył je z wynikiem celującym w 2003 roku. W latach 2004–2005 uczęszczał na kurs doktorancki z muzykologii w Uniwersytecie Kardynała Stefana Wyszyńskiego w Warszawie, a w latach 2007–2009 na studia doktoranckie w Papieskiej Akademii Teologicznej w Krakowie. W 2009 r. uzyskał stopień doktora nauk humanistycznych w zakresie historii.

## Praca zawodowa
W latach 2001–2003 pracował w parafii pw. bł. Anieli Salawy w Krakowie, a w 2003–2011 oraz od 2015 pracuje w parafii pw. NMP z Lourdes w Krakowie.
Od 2005 r. należy do Stowarzyszenia Polskich Muzyków Kościelnych i jest członkiem Archidiecezjalnej Komisji ds Muzyki Kościelnej w Krakowie. Od 2006 r. jest członkiem Sekcji Kompozytorów i Sekcji Muzykologów Związku Kompozytorów Polskich. Współpracował ze Studiem Eksperymentalnym Polskiego Radia, jego utwory są publikowane w Polskim Wydawnictwie Muzycznym Jest autorem wielu kompozycji chóralnych, instrumentalnych, wokalno-instrumentalnych, na składy kameralne i orkiestrę oraz muzyki elektroakustycznej. W okresie 2009–2015 redagował czasopismo "Pro Musica Sacra". Od 2012 jest redaktorem naczelnym Śpiewnika kościelnego ks. Jana Siedleckiego. Jego kompozycje rozbrzmiewały m.in. na Festiwalu Operowym im. Adama Didura w Sanoku (2001, 2003), Festiwalu "Ave Maria" w Czeladzi (2003), Dniach Krzysztofa Pendereckiego w Teatrze Wielkim w Poznaniu z okazji 70. rocznicy urodzin kompozytora (2003), 15. Dniach Muzyki Kompozytorów Krakowskich (2003), Międzynarodowym Festiwalu Muzyki Współczesnej "Warszawska Jesień" (2004), Forum Młodych Kompozytorów w Krakowie (2005, 2006), Międzynarodowym Konkursie Chóralnej Muzyki Religijnej w Preveza w Grecji (2005), Międzynarodowym Festiwalu Muzyki Religijnej w Rumi (2006), Festiwalu Współczesnej Muzyki Organowej w Eastman School of Music – University of Rochester w Stanach Zjednoczonych (2007), Uroczystości beatyfikacyjne s. Marty Wieckiej we Lwowie (2008).

## Działalność dydaktyczna
W 2002/2003 uczył religii w XXXI Liceum Ogólnokształcącym w Krakowie. W semestrze zimowym 2004/2005 wykładał w Międzyzakonnym Wyższym Instytucie Katechetycznym. Dwa semestry 2005/2006 wykładał w Wyższym Seminarium Duchownym oo. Paulinów na Skałce. W latach 2007–2015 wykładał historię muzyki i analizę dzieł muzyki religijnej na Papieskiej Akademii Teologicznej (przekształcona w 2009 w Uniwersytet Papieski Jana Pawła II) oraz w Międzyuczelnianym Instytucie Muzyki Kościelnej. Od roku 2003 jest wykładowcą muzyki kościelnej w Instytucie Teologicznym Księży Misjonarzy.

## Nagrody
Otrzymał kilka nagród kompozytorskich na konkursach ogólnopolskich i międzynarodowych: XI oraz XIII Ogólnopolski Konkurs Kompozytorski im. Adama Didura, Międzynarodowy Konkurs Kompozytorski Muzyka ogrodowa, Międzynarodowy Konkurs Kompozytorski z okazji XXX-lecia Akademii Muzycznej w Bydgoszczy oraz nagrodę muzykologiczną im. ks. prof. Hieronima Feichta CM przyznaną przez Sekcję Muzykologów Związku Kompozytorów Polskich w 2010 roku. Jego kompozycje były wielokrotnie wykonywane w kraju (Kraków, Warszawa, Poznań, Katowice, Gliwice) i za granicą (Rochester, Nowy Jork, Lwów, Norymberga, Preveza). Za zasługi dla Archidiecezji Krakowskiej otrzymał srebrny medal Jana Pawła II.

## Publikacje książkowe[7]
- Parafia Księży Misjonarzy pw. Błogosławionej Anieli Salawy, Wydawnictwo Instytutu Teologicznego Księży Misjonarzy w Krakowie, Kraków 2000, stron 63;
- Gorzkie żale. W 300-lecie powstania, Wydawnictwo ITKM, Kraków 2007 ISBN 978-83-7216-619-7;
- Muzyka u misjonarzy. Wkład Zgromadzenia Księży Misjonarzy św. Wincentego a Paulo w kulturę muzyczną Polski, Kraków 2009;
- Zawitaj pełna łaski, Wydawnictwo ITKM, Kraków 2009, Kraków 2009, ISBN 978-83-7216-789-7;
- Szkice do portretu Hieronima Feichta, Wydawnictwo Instytutu Teologicznego Księży Misjonarzy, Kraków 2012;
- Procesja w uroczystość Najświętszego Ciała i Krwi Chrystusa, Kraków 2012;
- Jestem Niepokalanym Poczęciem, Nabożeństwo do Niepokalanej z Lourdes, Wydawnictwo Instytutu Teologicznego Księży Misjonarzy, Kraków 2013.